# 伊恩·蓋爾德
伊恩·蓋爾德（英語：Ian Gelder、（1949年6月3日—2024年5月6日）），英國演員。他以許多舞台和銀幕角色而聞名，包括《火炬木：地球之子》（2009年）中的德克爾先生和《權力的遊戲》（2011-2012年；2015-2016年）中的凱馮·蘭尼斯特。

## 私生活
伊恩·蓋爾德的伴侶是演員班·丹尼爾斯。他們於1993年在倫敦喬·奧頓的舞台劇《招待斯隆先生》中相識，後來同居在東薩塞克斯郡。
2024年5月6日，伊恩·蓋爾德因膽管癌併發症去世。蓋爾德的伴侶班·丹尼爾斯（Ben Daniels）辭去工作照顧他，並評價伊恩·蓋爾德「非常勇敢地面對可怕的疾病」。

## 外部連結
- 伊恩·蓋爾德在互联网电影资料库（IMDb）上的資料（英文）
- 伊恩·蓋爾德的Discogs页面（英文）